# Cercospora sojina
Cercospora sojina Sacc. – gatunek grzybów z klasy Dothideomycetes. Mikroskopijny grzyb pasożytniczy u soi powodujący grzybową chorobę o nazwie chwościk soi.

## Systematyka i nazewnictwo
Pozycja w klasyfikacji według Index Fungorum: Cercospora, Mycosphaerellaceae, Capnodiales, Dothideomycetidae, Dothideomycetes, Pezizomycotina, Ascomycota, Fungi.
Po raz pierwszy opisał go Kanesuke Hara w 1915r r. i nadana przez niego nazwa naukowa jest ważna. Synonimy:
- Cercospora daizu Miura 1921
- Cercosporidium sojinum (Hara) X.J. Liu & Y.L. Guo 1982
- Cercosporina sojina (Hara) Hara 1925
- Passalora sojina (Hara) Poonam Srivast. 1994
- Passalora sojina (Hara) H.D. Shin & U. Braun 1996

## Morfologia
Grzyb mikroskopijny zaliczany do grupy grzybów cerkosporoidalnych, pasożyt i saprotrof rozwijający się jako endobiont w tkankach roślin. Powoduje na ich liściach powstawanie wyraźnych, rozproszonych, ale często zlewających się plam o kształcie od okrągłego do kanciastego i średnicy 0,5–7 mm. Początkowo pojawiają się jako lekko żółtawoszare obszary na górnej powierzchni liścia, później zmieniają się na brudnoszare do jasnobrązowych z wąskim obrzeżem o barwie od brązowej do ciemnobrązowej.
Nie tworzy konidiomów. W tkance liścia tworzy słabo rozwinięte lub szczątkowe podkładki złożone z kilku brązowych, napęczniałych strzępek. Konidiofory w liczbie 3–10 w gęstym pęczku, proste lub kręte, w górnej połowie zazwyczaj z 3–8 kolankami i 2–4 septami. Są jednolicie bladożółtobrązowe do brązowych, zwykle nierozgałęzione, o wymiarach 40–200 × 4–6,5 µm. Konidia pojedyncze, szkliste, cylindryczno-owalne do owalnych lub wąskoowalnych, sporadycznie igiełkowate, proste do lekko zakrzywionych, z 3–7 septami, tępe do półtępych lub półostre na wierzchołku, stożkowato ścięte do półściętych u nasady, o wymiarach 20–88 × 4–8,0 µm.

## Występowanie
Jest na świecie szeroko rozprzestrzeniony. W Polsce dotychczas nie był publikowany, ale jest gatunkiem kwarantannowym wymienionym w Rozporządzeniu Ministra Środowiska z dnia 29 listopada 2002 r. Informacje te i opis mogą być pomocne dla polskich służb ochrony roślin w identyfikacji tego grzyba. Możliwe jest jego występowanie w Polsce.